# Грибанов, Олег Михайлович
Оле́г Миха́йлович Гриба́нов (18 июля 1915 — 8 октября 1992, Москва) — руководитель советских спецслужб, генерал-лейтенант.

## Биография
Родился 18 июля 1915 года в селе Пянтег Чердынского уезда Пермской губернии (ныне Чердынского района Пермского края). Выходец из бедной крестьянской семьи. Из-за тяжёлого материального положения в семье до 10 лет Грибанов воспитывался в детском доме. С 14 лет жил в городе Чердынь, работал продавцом, счетоводом в леспромхозе, в Осоавиахиме. В 1932 году 17-летний комсомолец стал сотрудником ОГПУ, первоначально на технических должностях: счетовод, делопроизводитель, фельдъегерь, инспектор связи. В 1935 году временно был уволен из органов с формулировкой «как привлечённый к уголовной ответственности за совершение преступления до работы в органах НКВД», однако в том же году восстановлен на службе.
С 1938 — на оперативной работе в подразделениях НКВД: помощник оперуполномоченного, оперуполномоченный 5-го отделения 4-го отдела УГБ УНКВД по Свердловской области. Тогда же Грибанов окончил трёхмесячные курсы усовершенствования оперативного состава. Член ВКП(б) с 1939. С 1939 — на ответственных постах в УГБ УНКВД и УНКГБ по Свердловской области: следователь, старший следователь следственной части, начальник отделения секретно-политического отдела, начальник отделения, затем — заместитель начальника контрразведывательного отдела. Последовательно носил специальные звания госбезопасности, превышавшие армейские на две ступени: сержанта государственной безопасности (1939), младшего лейтенанта госбезопасности (1941), лейтенанта госбезопасности (1942), старшего лейтенанта госбезопасности (1943). В 1943 в результате унификации специальных званий НКВД и воинских званий, получает звание майора госбезопасности (аналогично старшему лейтенанту госбезопасности до данных событий).
С 1943 — заместитель начальника следственной части, с 1944 — начальник следственного отдела УНГКБ по Свердловской области, с 1945 — заместитель начальника УНКГБ (с марта 1946 года — УМГБ) по Свердловской области. С 1947 — замначальника УМГБ по Хабаровскому краю, с 1950 — начальник УМГБ по Ульяновской области.

### Руководитель советской контрразведки
С 1951 полковник МГБ Грибанов — заместитель начальника 2-го Главного управления (ВГУ) МГБ СССР (c марта 1954 — КГБ).
В 1953 возглавлял группу по пересмотру дела так называемой «сионистской организации в МГБ» (все обвинявшиеся по этому делу чекисты вышли на свободу). Генерал-майор (1956). С 14 апреля 1956 — начальник 2-го Главного управления и член Комитета (с 1959 года — член Коллегии).
Во время подавления Венгерского мятежа координировал действия советских контрразведчиков на территории Венгрии.
Джон Бэррон в книге «КГБ» (1974) так описывал Грибанова:

Генерал-лейтенант Олег Михайлович Грибанов, начальник Второго Главного управления. Коренастый и лысеющий, в мешковатых брюках и очках, Грибанов выглядел как заурядный советский бюрократ. На самом деле он был смелым неординарным мыслителем и одним из семи или восьми самых важных людей в КГБ. За свою работу по проведению массовых арестов во время Венгерской революции Грибанов (и Кунавин) были награждены правительственными наградами. Его блестящий, расчётливый ум и волевые личные качества принесли ему прозвище «Маленький Наполеон».

В числе наиболее значимых нововведений и операций О. М. Грибанова на посту шефа советской контрразведки: массированное внедрение подслушивающих устройств в дипломатических представительствах капиталистических государств, в частности в посольствах и консульствах США, Великобритании и Франции в Москве, широкое использование практики сексуальной компрометации и вербовки объектов разработки обоего пола (так называемой «медовой ловушки» — термин западных спецслужб), операция по вербовке посла Франции Мориса Дежана (1956), разоблачение Петра Попова — первого агента ЦРУ в советской военной разведке (1959), разоблачение и поимка агента иностранных спецслужб, полковника ГРУ Олега Пеньковского (1961—1962).
Под руководством Грибанова проходило также знаменитое «дело валютчиков Рокотова, Файбишенко и Яковлева» (1962).
В 1961 Грибанову было присвоено звание генерал-лейтенанта.
Юрий Кротков так охарактеризовал деловые качества своего начальника при даче показаний под присягой подкомитету Сената США:

Лично зная генерала Грибанова, могу сказать со стопроцентной гарантией, что он использовал все имевшиеся в его распоряжении возможности наилучшим образом, поскольку он являлся очень талантливым человеком. Но это был зловещий талант.

#### Операция по компрометации и вербовке посла Франции в СССР Дежана
Об операции под кодовым наименованием «Галант» (по другим данным, «Морис») стало известно после бегства на Запад в 1963 году Юрия Кроткова, сотрудника Грибанова и ключевого исполнителя операции.
Цели и задачи операции, состав участников и исполнителей, а также обстоятельства проведения были описаны в книгах «Показания Джорджа Карлина» (1970), Ю. Кроткова «КГБ в действии» (1972) и Дж. Бэррона «КГБ» (1974). Операция нашла отражение на страницах специализированных изданий контрразведывательных и разведывательных служб по всему миру и цитируется в соответствующих словарях и справочниках.
Операция «Галант» была санкционирована высшим руководством СССР и проводилась с невиданным размахом. Грибанов поставил «спектакль» с участием известных людей из числа творческой интеллигенции (на языке оперативников — «естественное окружение»). По данным The Washington Post (1987), было задействовано не менее 200 человек — порядка 100 оперативных сотрудников и технических специалистов и несколько десятков человек из числа творческой интеллигенции. Послу был предоставлен экстраординарный доступ к влиятельным советским чиновникам и деятелям культуры, большинство из которых сотрудничали с МГБ. На тщательно организованных «случайных» встречах его также познакомили со стаей привлекательных девушек.
Себе в операции Грибанов отвел роль ответственного сотрудника Совета министров СССР Горбунова, а роль его жены исполняла майор КГБ Вера Андреева. Для того, чтобы Дежан поверил, Горбунова послу должен был представить Сергей Михалков, который вместе с женой Натальей Кончаловской был постоянным участником этих «спектаклей». Представления эти часто проходили на даче Михалкова на Николиной Горе. Дежана вместе с супругой Мари-Клер принимали также на объекте «дача Горбуновых» в Машкино-Куркино (бывшей даче Литвинова, потом Деканозова, а в 1956 году — председателя КГБ Ивана Серова, который на время операции «одолжил» её Грибанову).
После выполнения основной задачи операции — обращения Дежана к Горбунову-Грибанову за помощью — КГБ не предпринял немедленных действий, но предпочёл использовать результат операции в качестве возможного рычага давления, с целью удержания французского посла в пределах своего влияния. Аналогичные попытки соблазнения жены Дежана, Мари-Клер, не увенчались успехом.
В 2022 году журнал «Тайны СССР» опубликовал статью «Сценарист из контрразведки», посвященную работе Грибанова.

### Отставка
В феврале 1964 на Запад бежал непосредственный подчинённый Грибанова, сын бывшего министра судостроительной промышленности СССР, заместитель начальника 7-го отдела 2-го главного управления Юрий Носенко. В мае того же года Грибанов был снят с должности и получил строгий выговор по партийной линии.
С 1964 — заместитель директора по режиму и охране завода № 1134 Министерства среднего машиностроения СССР (ныне ФГУП «ПО „Старт“», город Заречный).
С апреля 1965 — заместитель начальника управления «Спецмедснаб» 3-го Главного управления Минздрава СССР, в 1966—1972 — начальник управления «Спецмедснаб» 3-го Главного управления Минздрава СССР (уволен с формулировкой «за грубое нарушение финансовой дисциплины»). В августе 1965 года был исключён из КПСС и лишён звания «Почётный сотрудник госбезопасности». С 15 декабря 1972 года работал начальником Московского отдела техобслуживания Казанского завода ЭВМ Министерства радиопромышленности СССР, с 1981 года — начальник Центра техобслуживания микрофильмирующего оборудования «Пентакта» СКБ Всесоюзного института научной и технической информации АН СССР и Госкомитета СССР по науке и технике.

## Литературная деятельность
Согласно некоторым источникам, именно Грибанов в соавторстве с Владимиром Востоковым написал цикл повестей «Ошибка резидента» (1966), «С открытыми картами» (1968; начиная с 1974 издавались под одной обложкой под названием «Ошибка резидента», повесть «С открытыми картами» стала третьей частью единого романа) и «Возвращение резидента» (1979), по которым сняты фильмы режиссёра Вениамина Дормана с Георгием Жжёновым в главной роли (соавторы исходных книг выступили также в роли авторов сценария). При этом во всех прижизненных изданиях автором этих произведений был указан Олег Шмелёв, многолетний сотрудник журнала «Огонёк»; после смерти Шмелёва (1987) в некрологе «Огонька» серия книг о резиденте указана как написанная им. В других источниках Грибанову приписываются также и иные произведения, опубликованные под именем Шмелёва, а также ряд других литературных публикаций, в том числе соавторство (под псевдонимом Андрей Нечаев) с Сергеем Михалковым при создании пьесы «Круглый стол с острыми углами» (1968).

## Награды
- Орден «Знак Почёта» (1943)
- 2 Ордена Красного Знамени
- Орден Красной Звезды
- Медаль «За отвагу» (1940)
- Медаль «За боевые заслуги» (1944)
- Медаль «За победу над Германией» (1945)
- Юбилейная медаль «40 лет Вооружённых Сил СССР» (1958)
- Медаль «В ознаменование 100-летия со дня рождения Владимира Ильича Ленина»
- Заслуженный работник НКВД (1943)
- Почётный сотрудник госбезопасности (1957; лишён в августе 1965)